# Sistema anticollisione
Il sistema anticollisione o sistema pre-crash è un sistema previsto per la sicurezza attiva dell'autovettura, che predispone la vettura in maniera tale da ridurre la gravità di un incidente stradale in caso di impatto imminente.

## Caratteristiche

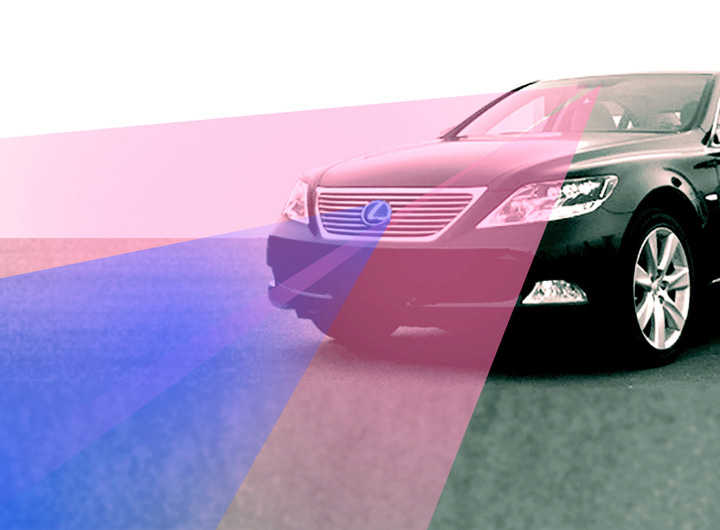
Raggio d'azione dei sistemi di pre-collisione frontale: il radar è contraddistinto dal colore blu e la camera dal colore rosso

Il sistema pre-crash funziona di concerto con i sistemi ESP, BAS ed i sensori di distanza, ed anche mediante l'ausilio di più sensori che captano l'approssimarsi di un ostacolo (muri, vetture ferme, ecc) ed il comportamento del conducente. Se quest'ultimo frena in maniera inadeguata o non frena affatto (per esempio per un colpo di sonno), il sistema pre-crash interviene predisponendo varie componenti dell'auto in maniera da attutire l'impatto. Così, per esempio, le cinture vengono tese al massimo, viene predisposto il pompaggio dell'aria negli airbag, vengono chiusi i finestrini e l'eventuale tettuccio apribile, onde evitare danni agli occupanti in caso di ribaltamento della vettura ed il freno interviene frenando leggermente per ridurre la violenza dell'impatto ed anche per attirare l'attenzione del conducente. In alcuni casi, dove previsti, i poggiatesta attivi si inclinano in avanti per evitare i colpi di frusta conseguenti all'impatto.  

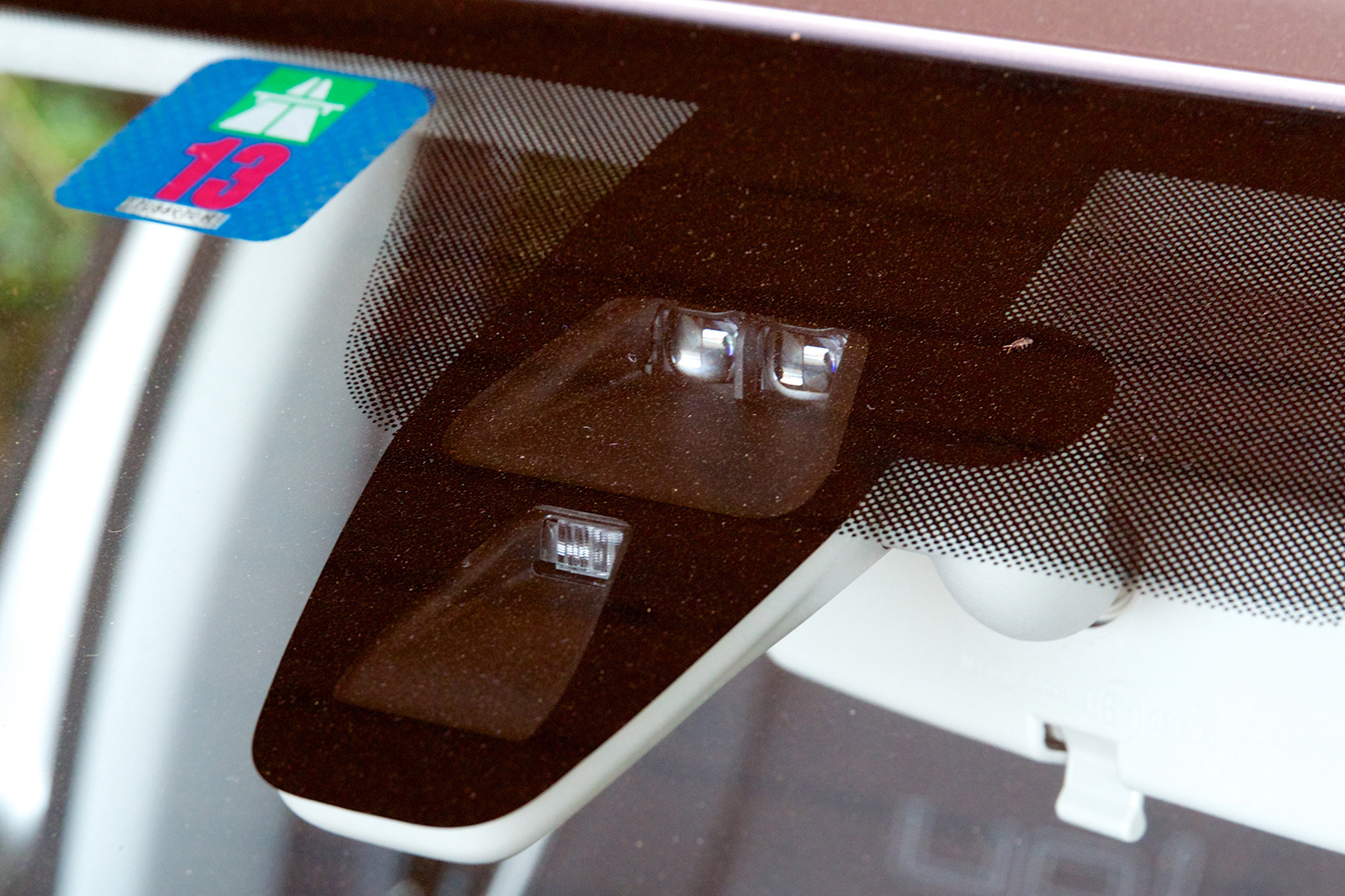
Telecamere di assistenza alla guida poste tra il parabrezza e l'aggancio dello specchietto retrovisore interno

Esistono vari tipi di sistema pre-crash, introdotti nel corso dei primi anni 2000 da varie case automobilistiche per vari modelli, solitamente di fascia alta. Più o meno tutti possiedono le funzionalità appena descritte, ed alcuni svolgono anche funzioni post-impatto, come lo sblocco immediato delle portiere e l'attivazione delle luci di emergenza.

## Estensioni/evoluzioni
Il sistema può essere esteso implementando la funzione di "sistema di frenata anti-collisione multipla"o "Multi Collision Brake", le quali sono spesso causa di lesioni alle persone coinvolte in incidenti, contribuendo nella riduzione o evitare collisioni successive o a limitarne la gravità, questo è possibile grazie all'azionamento automatico dell'impianto frenante dopo un impatto.